# Tongaischer Adel
Es gibt 33 traditionelle Adelstitel im heutigen Königreich Tonga. Die Angehörigen dieses Adels sind fast alle Grundbesitzer. Zwanzig Titel wurden von George Tupou I. (Siaosi Tupou I) mit der Verfassung des Königreichs Tonga von 1875 eingeführt. 1880 setzte er weitere 11 Titel ein. George Tupou II. schuf die Titel Lasike (1894) und Veikune (1903). Salote Tupou III. schuf 1921 den Titel Tupoutoʻa. Anfangs war es Verboten mehrere Titel zu führen, was später möglich wurde.
Einige der großen Chiefs von 1910 trugen keine Adelstitel: unter anderen ʻAlipate Mafileʻo von Kolomotuʻa, SA Sipu von Kolomotuʻa, Iki Tupou Fulivai (Iki Lolohea) von Haʻapai (später: Fulivai), Tēvita Tapueluelu von Vavaʻu, SF Tafolo, Tēvita Ula Afuhaʻamango von Vavaʻu, Siosiua Niutupuʻivaha Kaho (später: Tuʻivakanō).
Diese Häuptlinge, die bei der Verteilung der Adelstitel nicht berücksichtigt wurden, galten in traditionellem Sinne dennoch als Fürsten. Ihr Einfluss verringerte sich jedoch mit jeder vergehenden Generation. Königin Sālote begegnete dem in einigen ihrer öffentlichen Ansprachen durch ein Ansprechen der Häuptlinge separat mit den Adligen der Krone. Beispielsweise: «Highly respectful for the Chiefs is also Highly respectful for the nobles in this land» („Höchst Respektvoll gegenüber den Häupftlingen sein heißt ebenso höchst respektvoll gegenüber den Adligen in diesem Land sein“).
Im 21. Jahrhundert schuf König George Tupou V. acht neue Adelstitel ohne zugehörigen Landbesitz. Diese Titel werden nur auf Lebenszeit verliehen und werden gleich behandelt, wie die Titel der Life Peers im Vereinigten Königreich Großbritannien.
- Ramsay Robertson Dalgety (Juli 2008)
- Tevita Poasi Tupou (Juli 2008)
- Taniela Tufui (Juli 2008, †)
- Matoto of Tuʻanekivale (30. Dezember 2010)
- Tangi of Vaonukonuka (30. Dezember 2010)
- Feleti Sevele ʻo Vailahi (30. Dezember 2010)
- Madraiwiwi Tangatatonga (4. Januar 2011, †)
- Sonatane Tuʻa Taumoepeau-Tupou (28. März 2011, †)

## Adelsfamilien
A
- Ata: Solomone Ula Ata
- ʻAhomeʻe

F
- Fakafānua: Fatafehi Fakafanua
- Fakatulolo
- Fielakepa: Baron Fielakepa
- Fohe
- Fotofili
- David Fulivai
- Fusituʻa

K
- Kalaniuvalu

L
- Lasike: Havea Hikule‘o ‘oPulotu
- Luani: Lord Luani
- Lāvaka

M
- Malupō
- Maʻafu
- Māʻatu

N
- Niukapu
- Nuku

T
- Tangipā
- Tuita: Siosaʻia Maʻulupekotofa Tuita
- Tungī: Viliami Tungī Mailefihi
- Tupoutoʻa: Tupoutoʻa ʻUlukalala
- Tuʻihaʻangana
- Tuʻihaʻateiho
- Tuʻilakepa: Malakai Fakatoufifita
- Tuʻipelehake
- Tuʻivakanō: Sialeʻataongo Tuʻivakanō
- Tuʻiʻāfitu: Samisoni Fonomanu Tu'i'afitu

U
- 'Ulukālala

V
- Vaea: Baron Vaea
- Vahaʻi: Vahaʻi of Foʻui
- Veikune: Viliami Veasi‘i Veikune
- Veʻehala